# Walichnowy
Walichnowy ist eine Ortschaft mit einem Schulzenamt der Landgemeinde Sokolniki im Powiat Wieruszowski der Woiwodschaft Łódź, am rechten Ufer der Prosna in Polen.

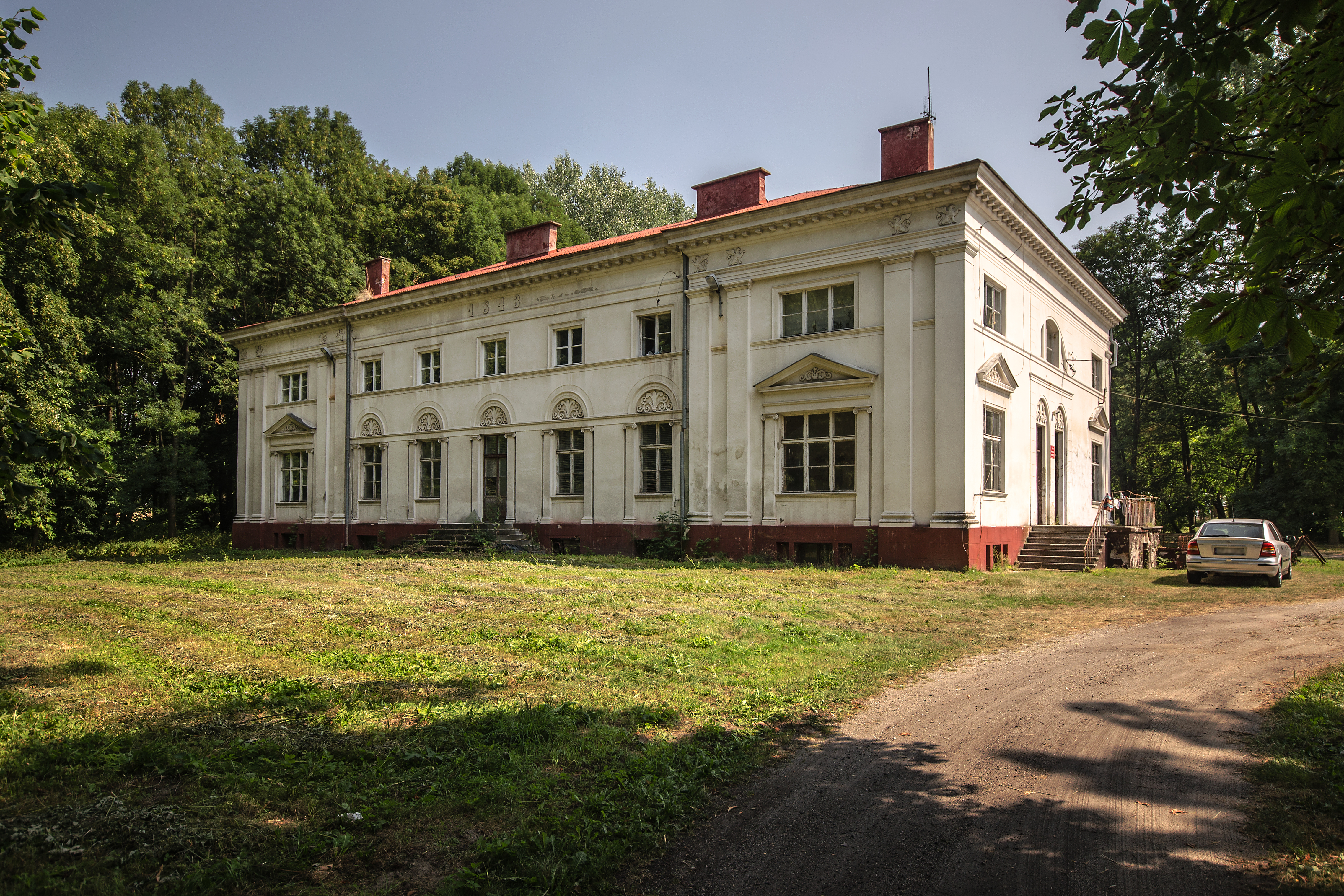
Schloss Walichnowy

## Geschichte
Der Ort wurde im Jahr 1377 und 1397 als Felknow erstmals ursprünglich erwähnt, als es im Besitz von Bernard Wierusz, des Sohnes des schlesischen Ritters Lutold de Weruchs aus der Stadt Wieruszów war. Der ursprüngliche Ortsname ist wahrscheinlich deutschstämmig (vergleiche die von Falken abgeleiteten Ortsnamen Wielkie Walichnowy und der benachbarten ehemaligen Stadt Sokolniki). Später entwickelte sich der Name durch Walknow, Walknowi und Voknowy zu dem heutigen Namen im späten 16. Jahrhundert.
Politisch gehörte der Ort zum Weluner Land, ab dem frühen 15. Jahrhundert in der Woiwodschaft Sieradz im Königreich Polen (ab 1569 in der Adelsrepublik Polen-Litauen). Die noch im Mittelalter errichtete Pfarrei gehörte zum Erzbistum Gnesen.
Nach der zweiten Teilung Polens von 1793 gehörte das Dorf bis 1807 zu Südpreußen. 1807 kam es ins Herzogtum Warschau und 1815 ins neu entstandene russisch beherrschte Kongresspolen.
Nach dem Ende des Ersten Weltkriegs kam Walichnowy zu Polen, Woiwodschaft Łódź. Beim Überfall auf Polen 1939 wurde das Gebiet von den Deutschen besetzt und dem Landkreis Welun im Reichsgau Wartheland zugeordnet.
Von 1975 bis 1998 gehörte Walichnowy zur Woiwodschaft Sieradz.